# Virtus Pallacanestro Bologna 2025-2026
Questa voce raccoglie le informazioni riguardanti la Virtus Pallacanestro Bologna nelle competizioni ufficiali della stagione 2025-2026.

## Stagione
La stagione 2025-2026 della Virtus Pallacanestro Bologna sponsorizzata Olidata, sarà l'87ª nel massimo campionato italiano di pallacanestro, la Serie A.

## Roster
Aggiornato al 20 agosto 2025
| Virtus Olidata Bologna 2025-26 | Virtus Olidata Bologna 2025-26 |
| Giocatori                      | Staff tecnico                  |
| ------------------------------ | ------------------------------ |

| N. | Naz.                                     | Ruolo | Nome                  | Anno | Alt.   | Peso   |  |
| -- | ---------------------------------------- | ----- | --------------------- | ---- | ------ | ------ |  |
| 1  | Argentina (bandiera) · Italia (bandiera) | P     | Luca Vildoza          | 1995 | 191 cm | 86 kg  |  |
| 3  | Stati Uniti (bandiera)                   | P     | Carsen Edwards        | 1998 | 182 cm | 91 kg  |  |
| 6  | Italia (bandiera)                        | P     | Alessandro Pajola     | 1999 | 194 cm | 95 kg  |  |
| 7  | Senegal (bandiera) · Italia (bandiera)   | A     | Saliou Niang          | 2004 | 199 cm | 86 kg  |  |
| 9  | Serbia (bandiera)                        | AG    | Alen Smailagić        | 2000 | 208 cm | 98 kg  |  |
| 11 | Stati Uniti (bandiera)                   | P     | Brandon Taylor        | 1994 | 178 cm | 77 kg  |  |
| 21 | Stati Uniti (bandiera)                   | A     | Derrick Alston        | 1995 | 206 cm | 90 kg  |  |
| 22 | Italia (bandiera)                        | AP    | Abramo Canka          | 2002 | 201 cm | 90 kg  |  |
| 23 | Italia (bandiera)                        | PG    | Daniel Hackett        | 1987 | 196 cm | 96 kg  |  |
| 30 | Stati Uniti (bandiera)                   | P     | Matt Morgan           | 1997 | 188 cm | 79 kg  |  |
| 33 | Italia (bandiera)                        | AG    | Achille Polonara (IN) | 1991 | 205 cm | 93 kg  |  |
| 34 | Germania (bandiera)                      | AP    | Karim Jallow          | 1997 | 198 cm | 90 kg  |  |
| 35 | Senegal (bandiera) · Italia (bandiera)   | C     | Mouhamet Diouf        | 2001 | 206 cm | 105 kg |  |
| 45 | Italia (bandiera)                        | A     | Nicola Akele          | 1995 | 203 cm | 96 kg  |  |
| -  | Croazia (bandiera)                       | AG    | Leo Menalo (F)        | 2002 | 208 cm | 95 kg  |  |

| Allenatore |
| - Duško Ivanović |
| Assistente/i |
| - Matteo Cassinerio - Andrea Crosariol - Christian Fedrigo - Nenad Jakovljević - Daniele Parente Legenda - (C) Capitano - (IN) Inattivo - Infortunato Roster |

## Mercato

### Sessione estiva
| P  | Luca Vildoza     | Olympiakos        | svincolato    |
| P  | Carsen Edwards   | Bayern Monaco     | svincolato    |
| AP | Karim Jallow     | Ulma              | svincolato    |
| A  | Derrick Alston   | Manresa           | svincolato    |
| A  | Abramo Canka     | Stetson Hatters   | svincolato    |
| A  | Saliou Niang     | Aquila Trento     | definitivo    |
| AG | Andrejs Gražulis | Joventut Badalona | fine prestito |
| AG | Leo Menalo       | Fortitudo Bologna | fine prestito |
| AG | Alen Smailagić   | Žalgiris Kaunas   | svincolato    |

| Cessioni | Cessioni           | Cessioni     | Cessioni       | Cessioni |
| R.       | Nome               | a            | Modalità       |          |
| -------- | ------------------ | ------------ | -------------- | -------- |
| G        | Marco Belinelli    |              | ritirato       |          |
| G        | Isaïa Cordinier    | Anadolu Efes | fine contratto |          |
| AP       | Will Clyburn       | Barcellona   | risoluzione    |          |
| AG       | Andrejs Gražulis   | Türk Telekom | risoluzione    |          |
| AG       | Tornik'e Shengelia | Barcellona   | fine contratto |          |
| C        | Ante Žižić         | Beşiktaş     | risoluzione    |          |